# Allochernes deceuninckorum
Allochernes deceuninckorum är en spindeldjursart som beskrevs av Henderickx och Vets 2003. Allochernes deceuninckorum ingår i släktet Allochernes och familjen blindklokrypare. Inga underarter finns listade i Catalogue of Life.